# Hipenodins
Els hipenodins (Hypenodinae) són una subfamília de lepidòpters ditrisis de la família dels erèbids (Erebidae).

## Taxonomia
Els estudis filogenètics han mostrat que aquesta subfamília hauria d'incloure els micronoctúids com una tribu de Micronoctuini.

## Gèneres

### Tribus sense assignar
- Anachrostis Hampson, 1893
- Dasyblemma Dyar, 1923
- Dyspyralis Warren, 1891
- Hypenodes Doubleday, 1850
- Luceria Walker, 1859
- Parahypenodes Barnes & McDunnough, 1918
- Schrankia Hübner, [1825]

### Tribu Micronoctuini
- Veure Micronoctuini per les subtribus i gèneres.

## Galeria

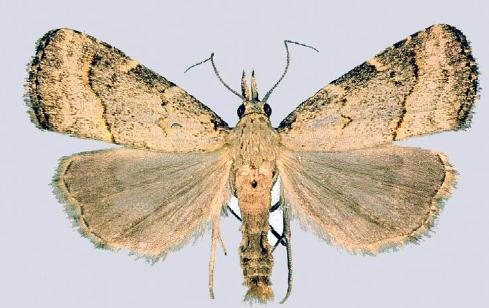
Schrankia separatalis
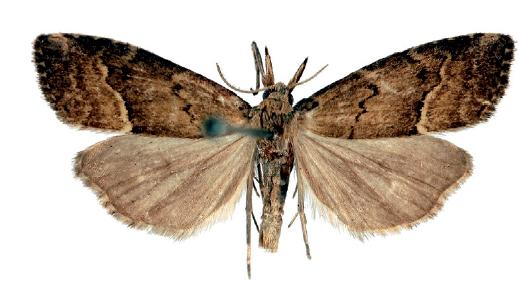
Schrankia taenialis